# Cork
Cork (Corcaigh en gaèlic irlandès) és la segona ciutat de la República d'Irlanda i la tercera ciutat més gran de tota l'illa després de Dublín i Belfast, en aquest ordre. Es tracta de la ciutat principal i el centre administratiu del comtat de Cork i la ciutat més gran de la província de Munster. El riu Lee travessa la ciutat i just abans d'entrar al nucli urbà es divideix en dos cabals que separen la ciutat en tres parts, on la central correspon al centre històric. El 2006 la seva població era de 119.143 habitants.

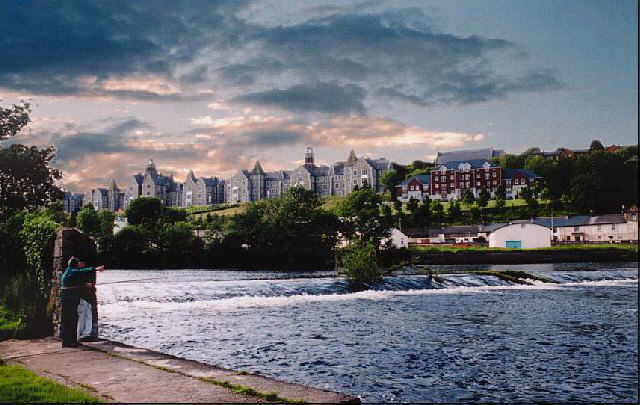
El riu Lee al seu pas per Cork

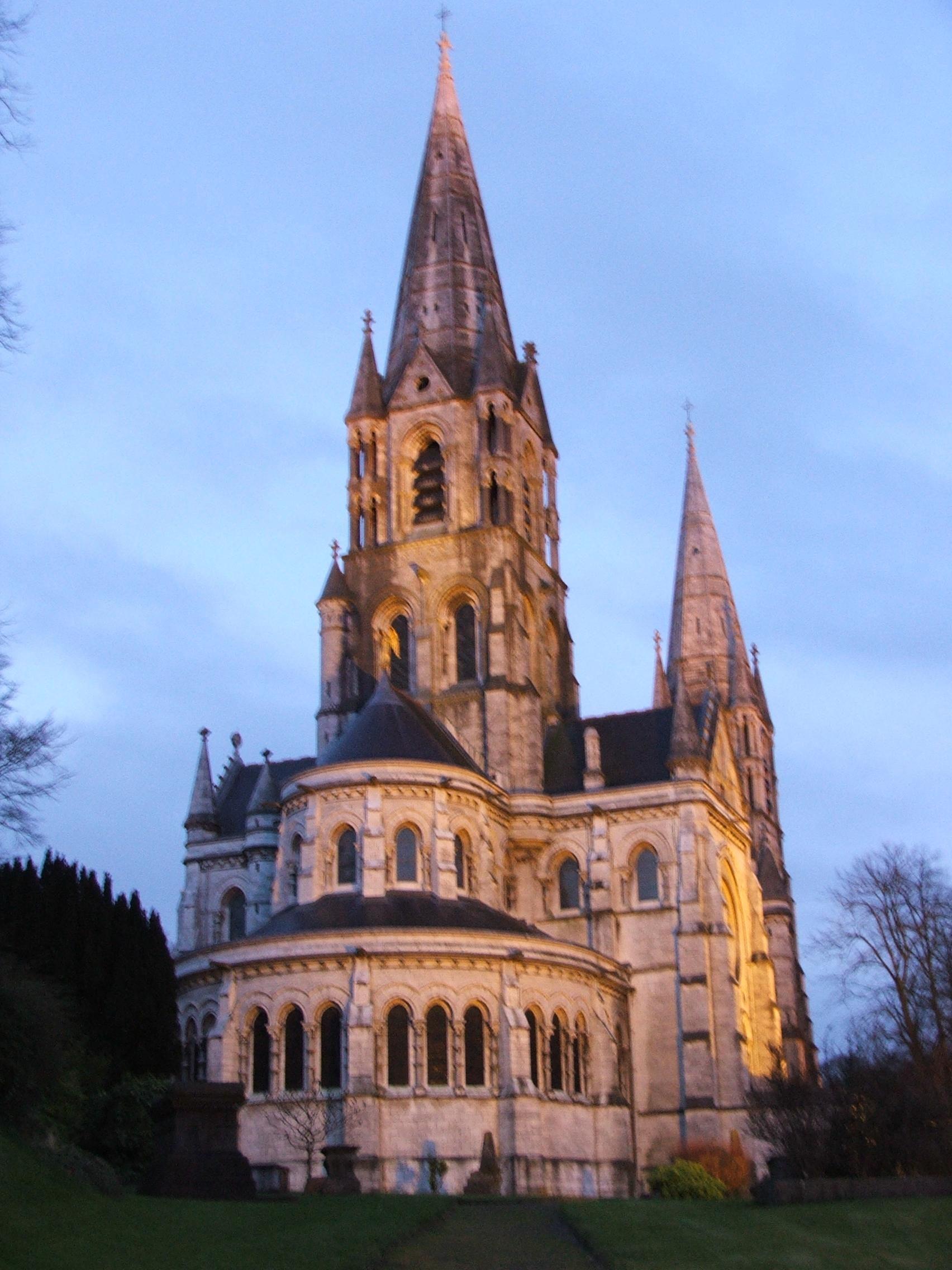
Catedral de Sant Finbar, a Cork

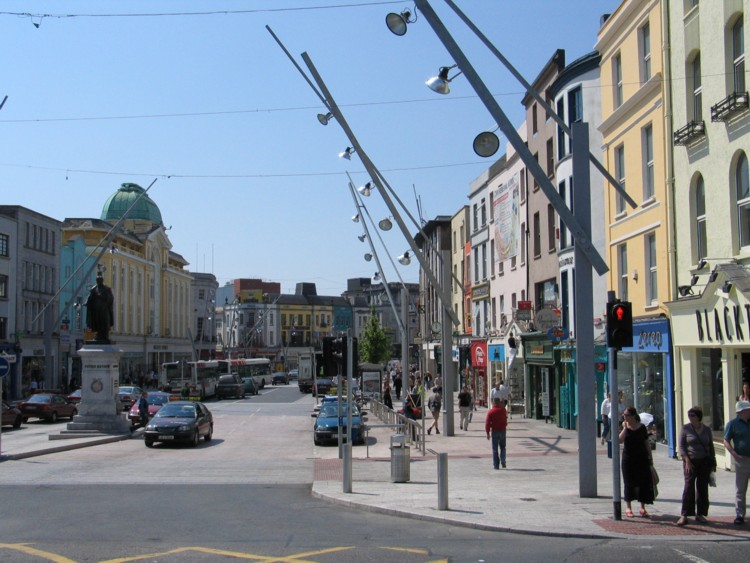
Cork, carrer de Sant Patrici

## Història

### Orígens

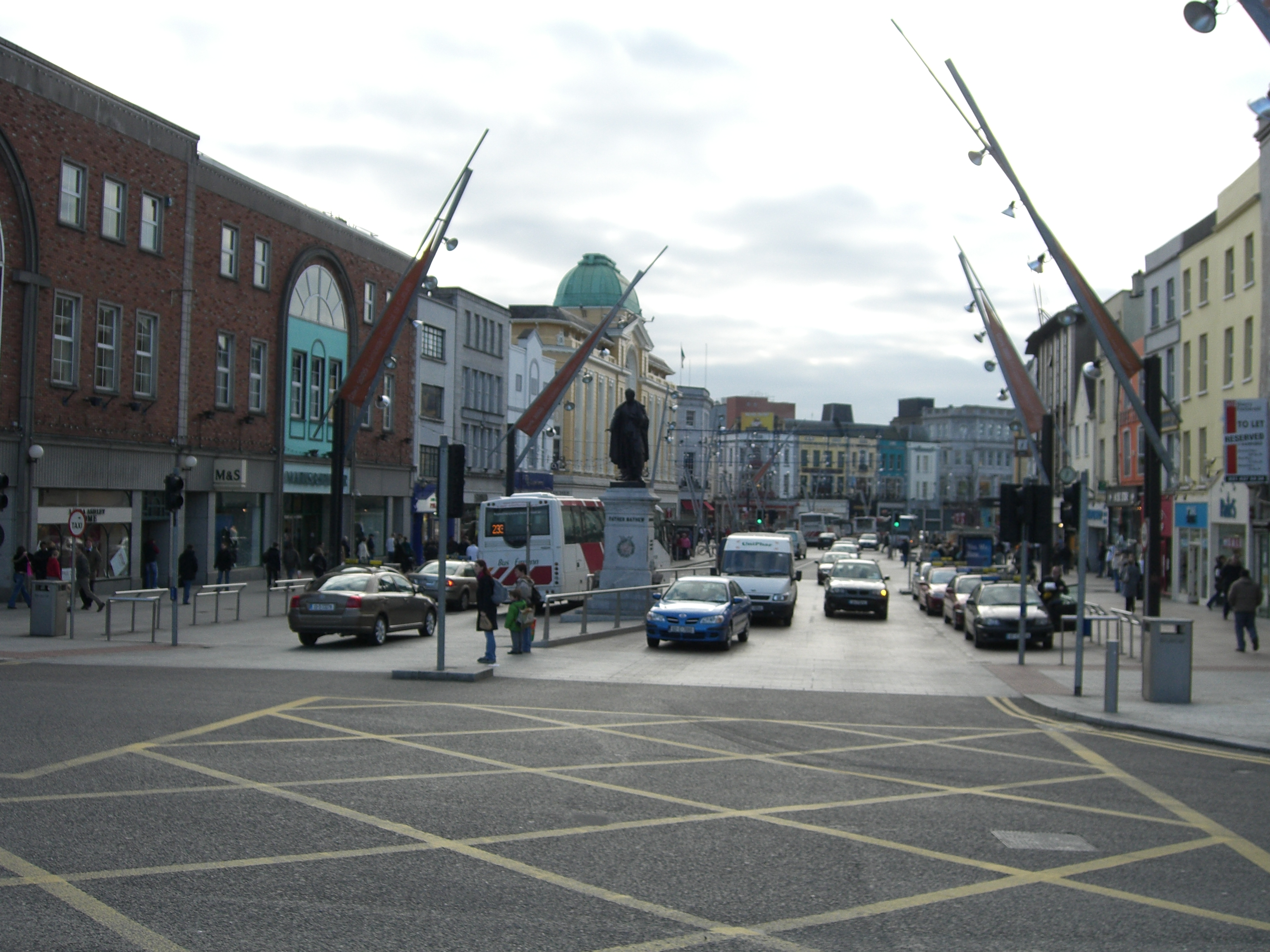
Carrer de Sant Patrici

Cork té l'origen en un establiment monàstic fundat a prop de Sant Finbar en el s. VI al s. XII, que fou atacat pels víkings en 823 o 824; aquest establiment va ser assumit pel control dels colons anglonormands. La carta de la ciutat de Cork va ser concedida pel rei Joan d'Anglaterra el 1185. Al llarg dels segles, Cork va ser reconstruïda a causa dels atacs vikings, trobant-se, en el seu moment, totalment emmurallada.
El títol de l'alcalde de Cork va ser establert per la carta reial del 1318 i canviat al de senyor alcalde el 1900.

### L'edat mitjana

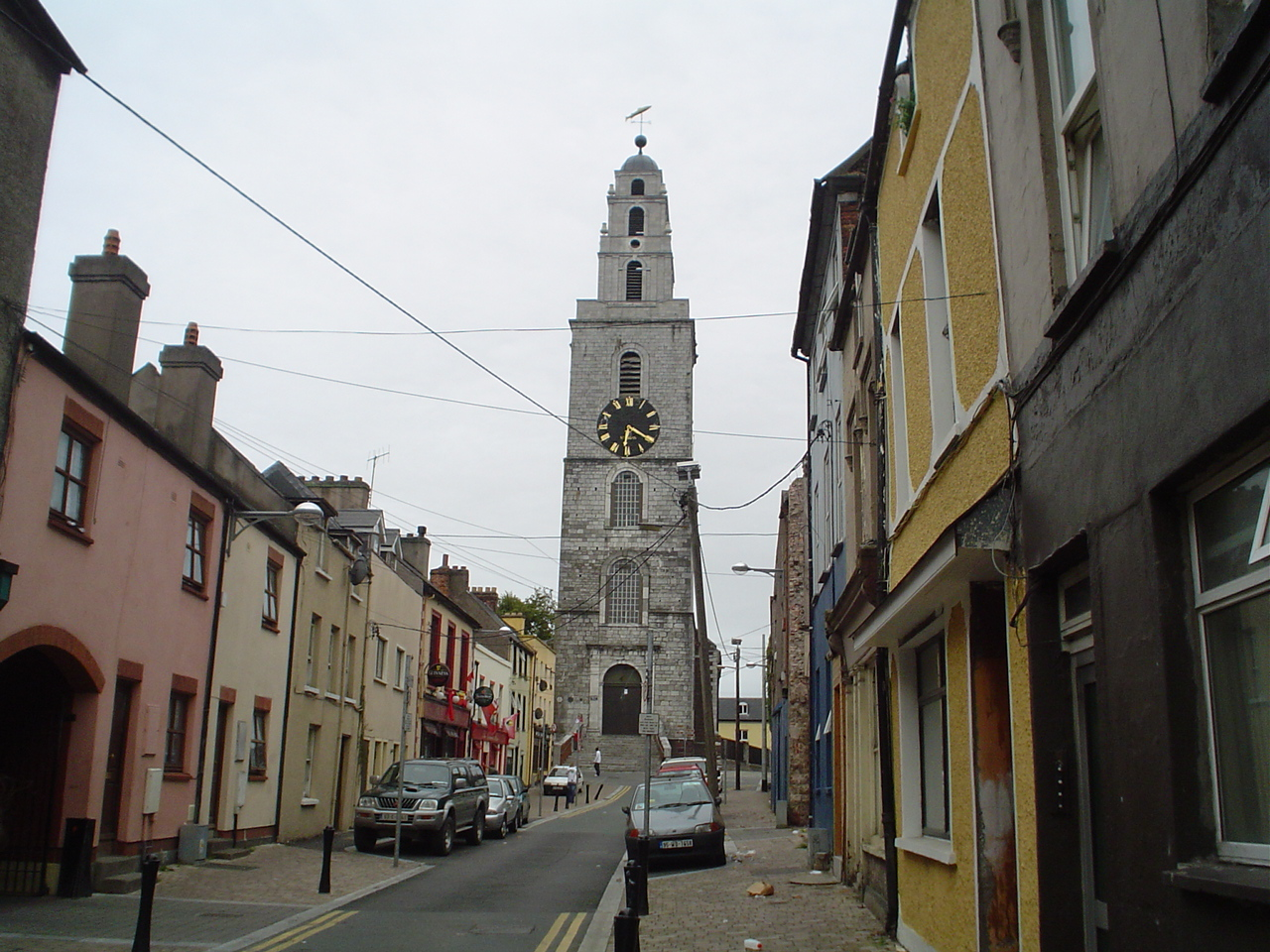
Església de Santa Anna (St. Anne's Church)

El govern municipal de Cork va ser dominat per prop de 12 o 15 famílies que comerciaven amb l'Europa continental principalment en l'exportació de llanes, sal, ferro i vi. D'aquestes famílies, solament la família de Ronayne era d'origen irlandès gaèlic.
Una descripció de Cork escrita el 1577 parla de la ciutat com "la quarta ciutat d'Irlanda", "on confien en cada hora i no al país que confronta" i "es casen només entre ciutadans, fins a tal punt arriba l'afinitat".
La població medieval de Cork era de 2.000 habitants, encara que va sofrir una recessió severa el 1349 quan gairebé la meitat dels ciutadans van morir de pesta bubònica, quan la mort negra va arribar a la ciutat.
El 1491 va jugar part important de les guerres de les roses quan Perkin Warbeck, un pretendent al tron anglès, va aterrar a la ciutat intentat reclutar l'ajuda per derrotar Enric VII d'Anglaterra. L'alcalde de Cork i diversos ciutadans importants van ser amb Warbeck a Anglaterra, però quan la rebel·lió va caure tots van ser capturats i executats. El sobrenom de Cork és la ciutat rebel per aquests esdeveniments.

### Seglexviii
A principis del segle xviii, alguns protestants francesos van arribar a Cork fugint de la persecució religiosa del rei Lluís XIV de França. Molts edificis van ser erigits a Cork al segle xviii, com a Dublín, molta de l'arquitectura medieval de Cork va ser substituïda pels edificis georgians neoclàssics. Els exemples n'inclouen l'església de Crist (1720-1726), la St. Anne's Shandon (1722-1726) i la Custom House (1724). Durant el segle xviii, el comerç en el port de Cork es va ampliar considerablement; els comerciants de Cork van exportar grans quantitats de mantega i de carn de vaca a la Gran Bretanya, a la resta d'Europa i a Amèrica del Nord.

## Clima
El clima de Cork és bastant agradable, amb estius frescos i hiverns moderats. La temperatura mitjana durant l'hivern és de 9 °C i de 20 °C els mesos més càlids de l'estiu. La temperatura més alta registrada a Cork va ser de 29 °C i la més baixa de -9 °C.

## Com arribar a Cork

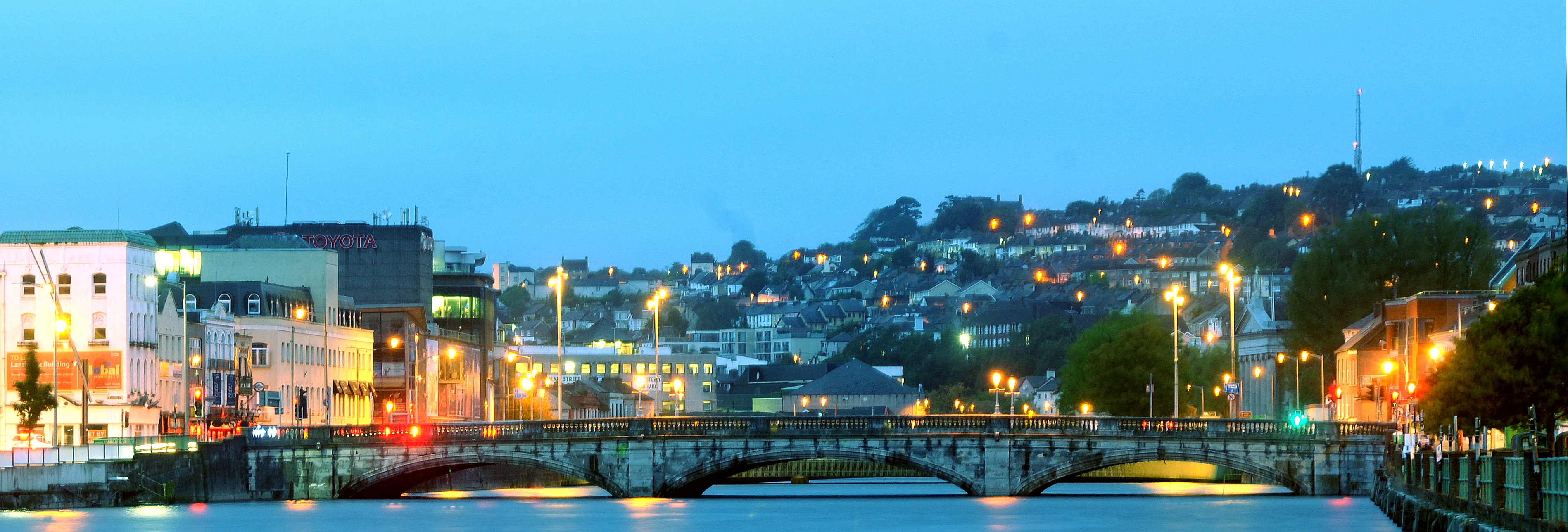
Pont de Sant Patrici (St. Patrick's Bridge)

L'aeroport Internacional de Cork ha estat notablement millorat recentment amb la construcció d'una nova terminal moderna que augmentarà la capacitat de l'aeroport a 3 milions de persones. Aer Lingus i Ryanair volen des de diverses poblacions espanyoles fins a Cork durant tot l'any, amb major freqüència de vols durant l'estiu. Des de l'aeroport, es pot agafar un taxi o un autobús per arribar a la ciutat.

## Llocs d'interès

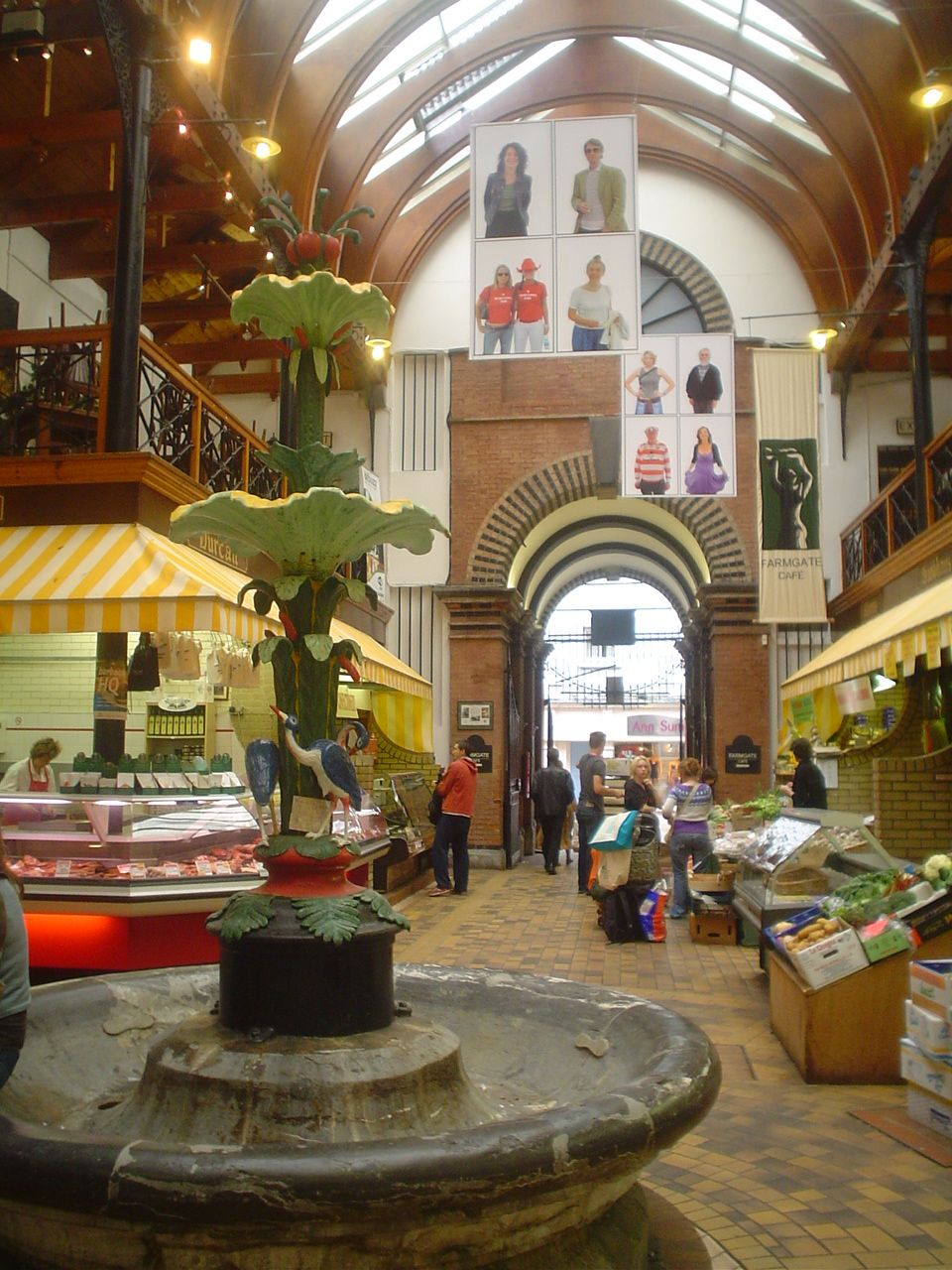
Mercat anglès

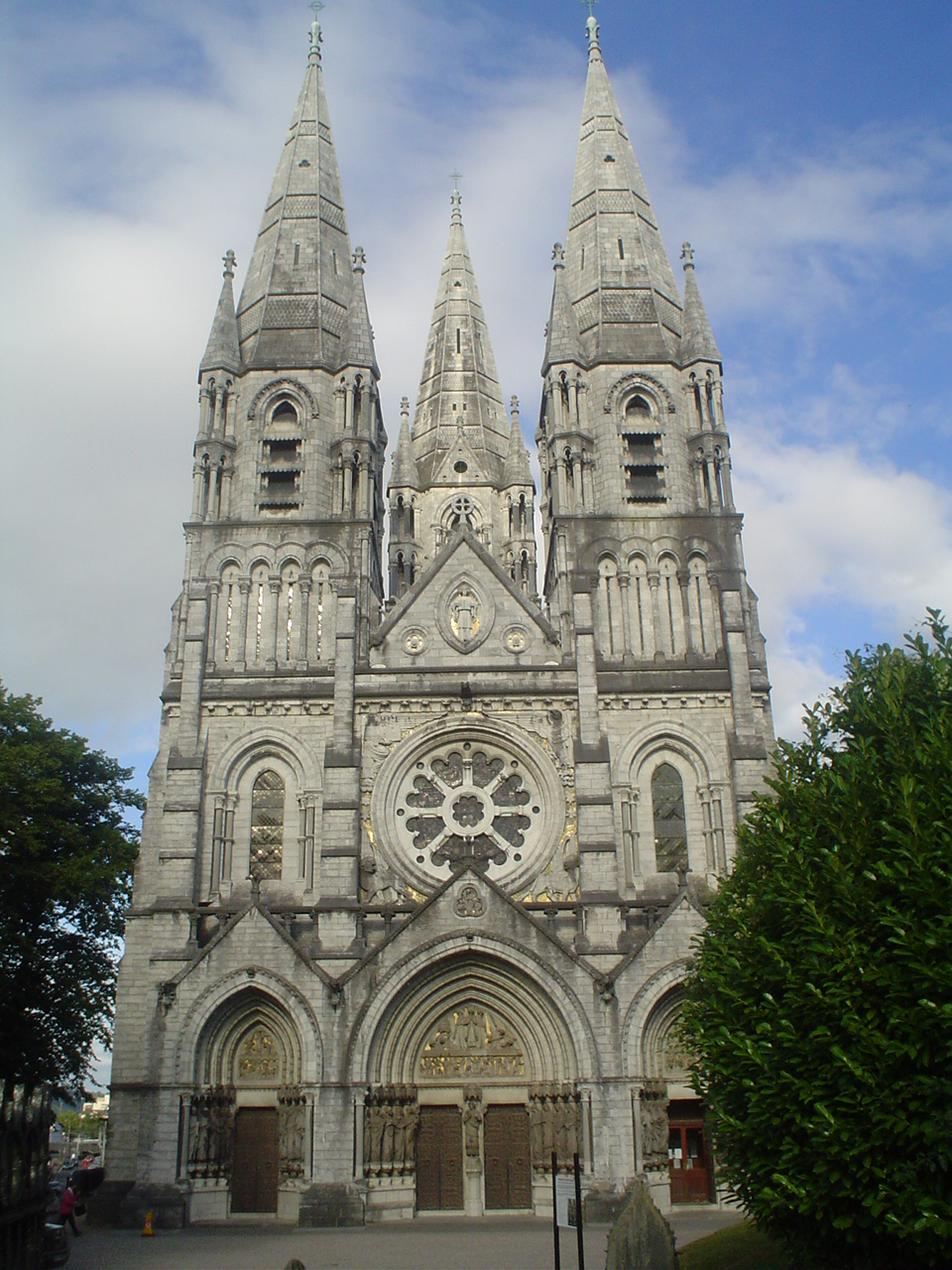
Catedral de Sant Finbar

La ciutat de Cork presumeix en general de bona arquitectura, capaç de rivalitzar amb Dublín i Belfast. El carrer principal, St. Patrick Street, va ser remodelat a partir del 2004. En ser el principal carrer comercial, ostenta destacats edificis al llarg de la seva ampla avinguda (gran part de la qual és de vianants). L'adjacent Grand Parade és una avinguda amb línies d'arbres, en la qual estan la majoria de les oficines i institucions financeres. L'antic centre financer és el South Mall, amb diversos bancs, l'interior és del segle xix i val la pena visitar-lo, especialment l'Allied Irish Bank, que antigament va ser de canvi. Molts dels edificis de la ciutat són d'estil georgià, encara que la moderna torre del County Hall és l'edifici més alt d'Irlanda. Creuant el riu, està l'edifici més gran d'Irlanda, l'hospital Mental, construït a l'època victoriana, que ha estat renovat i convertit en un complex residencial.
L'edifici més famós de Cork és la torre de l'església de Shandon, que domina el costat nord de la ciutat. Les cares nord i est estan fetes de calcària vermella, i les est i sud amb pedra calcària blanca, predominant a la regió. El rellotge de la torre és conegut com el Mentider de les quatre cares (The Tour-faced Embolicar), ja que des de la base de l'edifici cada rellotge sembla mostrar una hora diferent. Shandon està oberta al públic, que pot tocar les campanes.
L'Ajuntament, un altre esplèndid edifici de pedra calcària, substitueix l'antic, destruït per forces britàniques l'11 de desembre del 1920 durant la Guerra d'independència d'Irlanda en un succés conegut com la crema de Cork. El cost d'aquest nou edifici va ser assumit pel govern britànic el 1930 com a gest de reconciliació.
Hi ha dues catedrals a la ciutat: la catedral catolicoromana, St. Mary's Cathedral (coneguda comunament com la catedral del Nord) i la catedral de l'Església d'Irlanda, St. Finbarre's Cathedral.
La moderna casa de l'Òpera de Cork és un dels pocs locals d'aquest tipus que existeixen a Irlanda.
El parc Fitzgerald, a l'oest de la ciutat, mereix una visita, com els jardins de la universitat, a través dels quals passa el riu Lee.
El mercat Anglès, accessible des de Grand Parade, Patrick Street, Oliver Plunkett Street i Princes Street, és un mercat cobert de peix, fruita, carn, espècies i exquisideses. Els orígens del mercat poden establir-se el 1610, però l'edifici actual data del 1786.
L'European walking route E8, que creua el continent, comença a Cork i finalitza a 4.700 km, a Istanbul, Turquia.
La rodalia també ofereix moltes possibilitats pels turistes. Blarney Castle és una de les més notables i famoses atraccions, ja que és famós per la seva roca. Segons la llegenda, si beses la roca, aquesta et donarà eloqüència.
A 2 km del centre de la ciutat, es troba Blackrock Castle Observatory, un castell del segle xvi situat a la vora del riu Lee que alberga un observatori d'astronomia a la part alta de la seva torre principal. Conté una exposició interactiva de ciència guardonada en multitud d'ocasions i realitza periòdicament xerrades sobre astronomia i tallers. Per a més informació, hi ha diverses oficines de turisme a disposició del visitant.

## Cultura

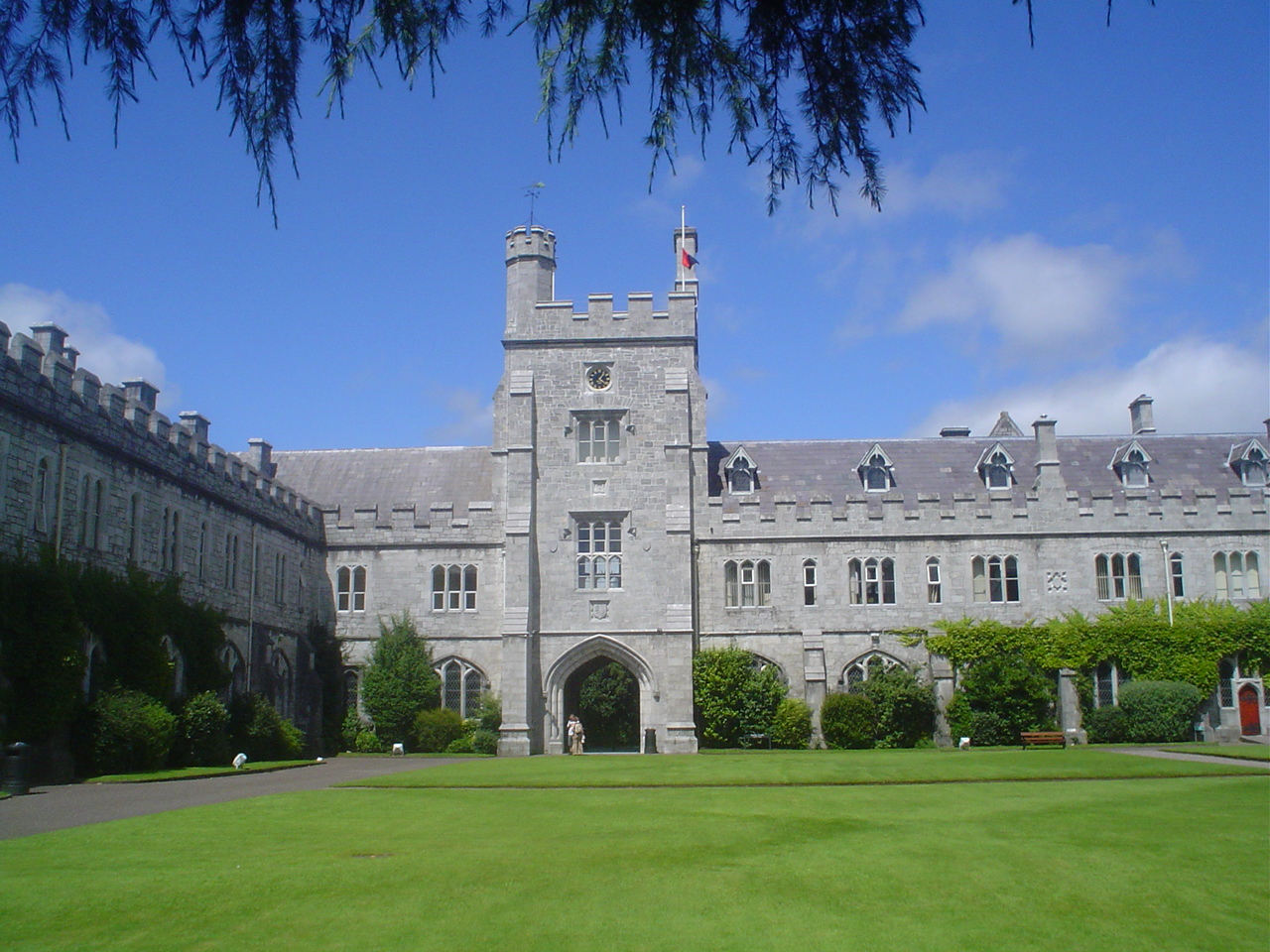
Universitat de College Cork

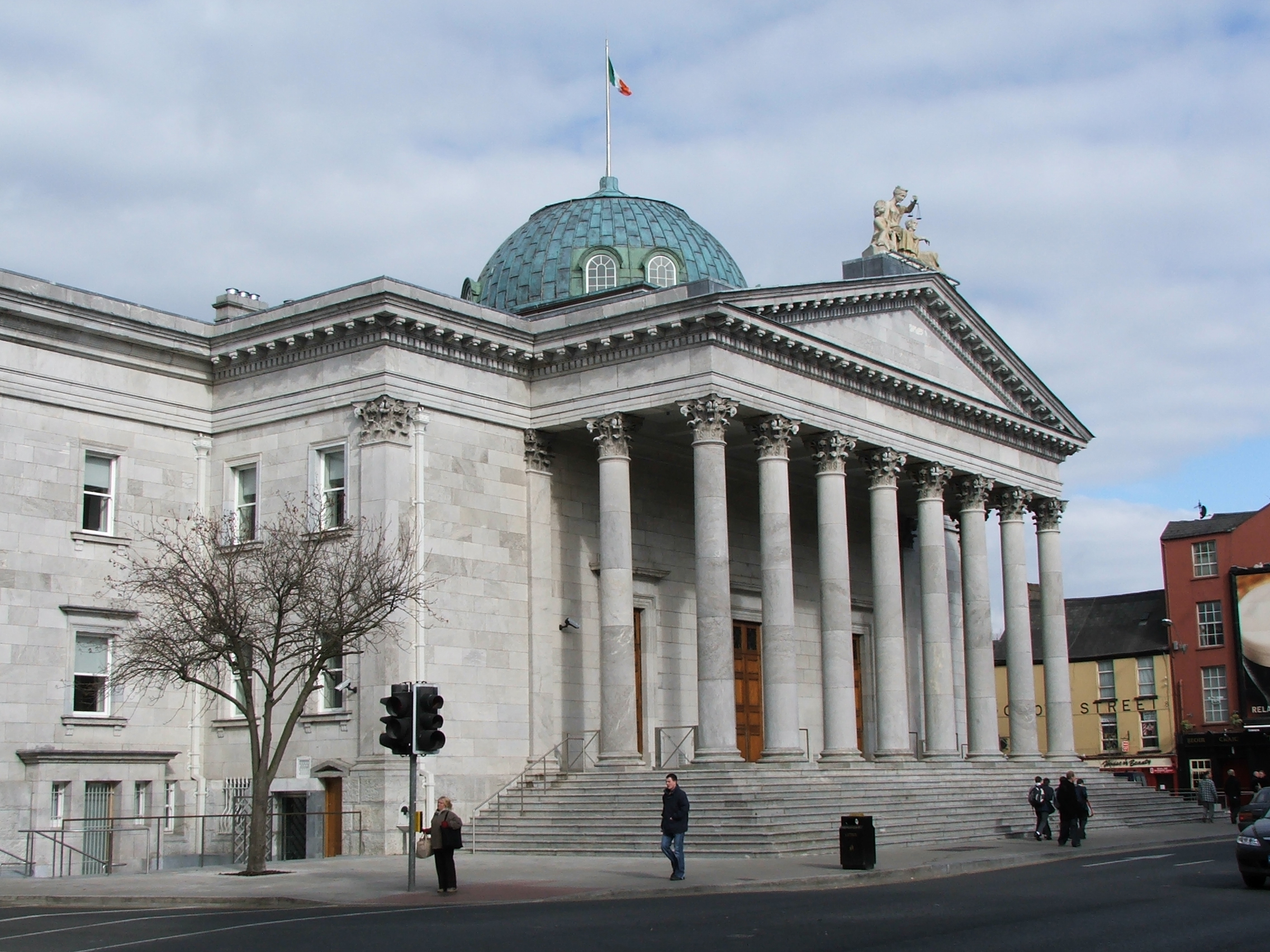
Palau de Justícia

La vida cultural de Cork és palpitant. Música, teatre, dansa i cinema juguen un important rol en la vida de la ciutat. L'Escola de Música de Cork i el Crawford College d'Art i Disseny proporcionen constantment una alenada d'aire fresc, així com els nombrosos grups de teatre de la universitat. Els més destacats són: Corcadorca Theatre Company, on va començar Cillian Murphy; Cork Film Festival, el major patrocinador de curts; The Institute for Choreography and Dance, un recurs per a la dansa contemporània, el Triskel Arts Centre; Cork Jazz Festival, el Cork Academy of Dramatic Art (CADA). L'Everyman Palace Theatre i el Granary Theatre alberguen gran nombre de drames teatrals al llarg de l'any.
Cork ha guanyat diversitat cultural al llarg de molts anys, amb immigrants de tot el món, especialment de Polònia, Lituània, Letònia i diversos països africans. Això es reflecteix en el recent creixement de restaurants i botigues multiculturals, incloent la taxa estàndard de restaurants xinesos i tailandesos, i més recentment pastisseries franceses, restaurants hindús, i kebabs de l'Orient Mitjà. Encara que a Cork va tenir una significativa immigració de jueus procedents de Lituània i Rússia a finals del segle xix, i malgrat que ciutadans jueus com Gerald Goldberg (diverses vegades lord Major), David Marcus (escriptor) i Louis Marcus (realitzador de documentals) van tenir un paper important en el Cork del segle xx, la comunitat jueva és actualment gairebé inexistent, però encara romanen el barri Jueu i la sinagoga.
Actualment, s'han produït augments en la infraestructura de la casa de l'Òpera i de la galeria d'Art Municipal Crawford. La nova galeria Lewis Glucksman, oberta la tardor del 2004 a la universitat, va ser nominada pel prestigiós Premi Stirling del Regne Unit. També està a punt de construir-se una nova Escola de Música.
Cork va ser capital europea de la Cultura el 2005. Un dels projectes clau va ser el Cork Caucus. El 2005, una xarxa sense cables de Smart Telecom va ser instal·lada per convertir el centre de la ciutat en un dels primers a Europa amb una xarxa Wi-Fi d'alta velocitat.
Hi ha rivalitat entre Cork i Dublín, semblant a la que hi ha entre Madrid i Barcelona, però els habitants de Cork es veuen a si mateixos com diferents a la resta d'Irlanda, i s'autodenominen rebels. Això es manifesta quan es refereixen a la regió com la República Popular de Cork (sense connexió amb el Comunisme). Els ciutadans de la veritable capital porten samarretes i altres peces amb la República Popular de Cork impresa en diversos idiomes com anglès, irlandès, polonès i italià. La bandera bicolor de Cork oneja en edificis públics i civils (inclòs el palau de Justícia, l'estació d'autobús i l'estació de tren). Sovint oneja acompanyada de la bandera tricolor irlandesa, però de vegades està sola.

### Tradicions

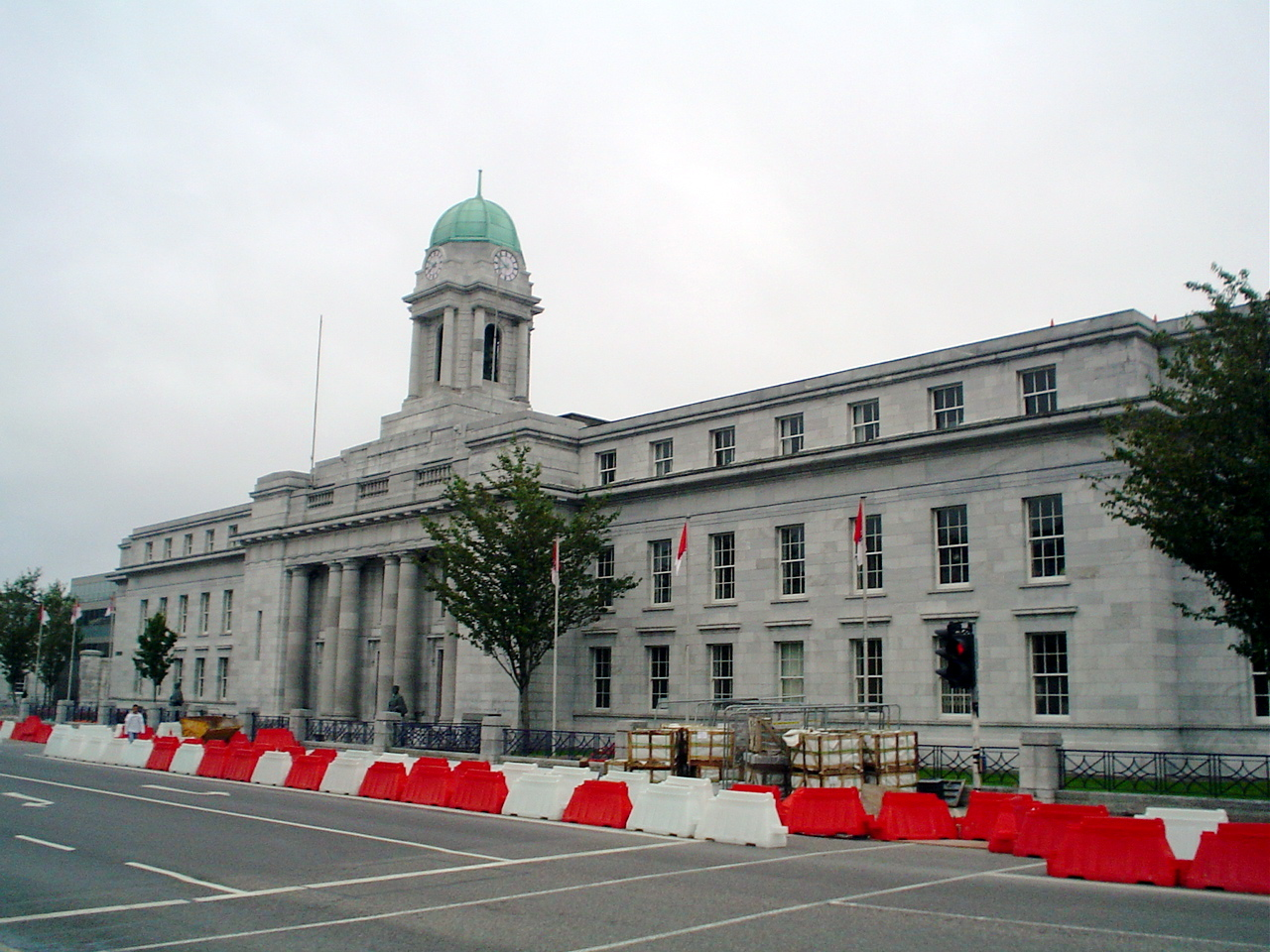
Ajuntament de Cork

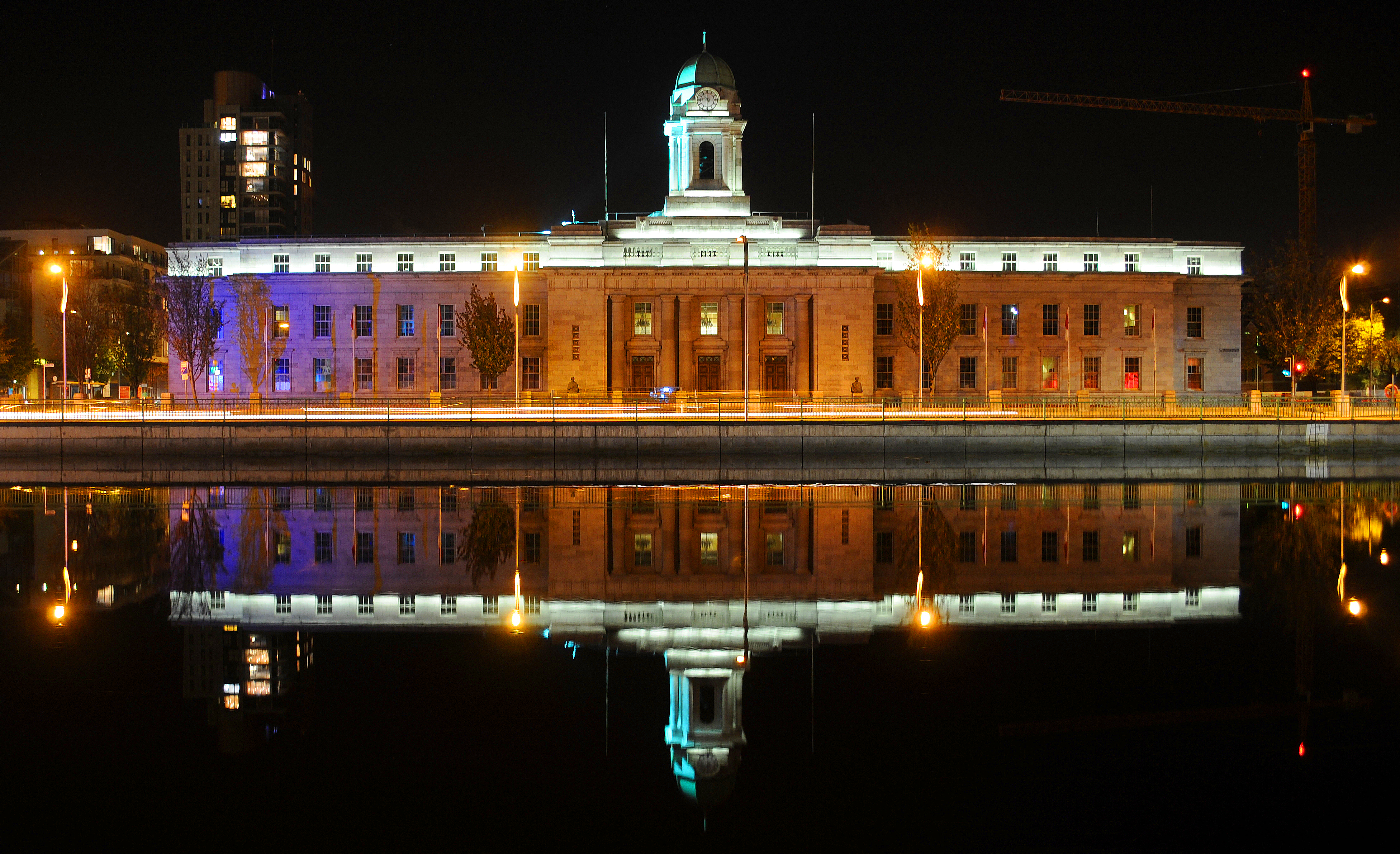
Cork City Hall il·luminat a la nit

La ciutat té una gran quantitat de tradicions locals en gastronomia i costums, alguns compartits amb altres zones d'Irlanda, però alguns d'específicament locals. Els menjars tradicionals més famosos de Cork són el Crubeens i el triple Drisheen.
Altres tradicions inclouen la celebració (actualment suspesa) que marca el retorn de la carn a la taula al final de la quaresma. Festejat a principis del segle xix, i denominat Whipping The Herring (castigant l'arengada), aquest ritu consistia en el passeig a través dels carrers cap al riu Lee d'un carnisser local mentre assotava un areng amb un fuet. Seguit dels ciutadans, una vegada que arribava al riu tirava l'arengada a l'aigua, agafava una cuixa de xai adornada amb cintes i tornava a la seva botiga. Allà distribuïa trossos de carn als animats espectadors.

### Accent
L'accent de Cork té un to diferent dels seus comtats veïns. Els vikings, elizabetans i normands van deixar una empremta indeleble en els hàbits i en el llenguatge de la gent de Cork. L'accent de Cork també és diferent en cada costat del riu Lee. Les seves característiques són: 
- El so consonant θ (th) es pronuncia poc o gens.

- Afegeixen les paraules "like", "boy" i/o "so" al final de la frase per emfasitzar.

- L'argot i el sarcasme únics de la ciutat poden ser identificats pel to agut usat en expressions generals.

### Lleure
No manquen activitats d'oci nocturn a Cork. Hi ha molts restaurants excel·lents com el Fenns Quay i l'Isaacs. La ciutat és famosa pels seus locals amb música en directe, com el Cyprus Avenue, Sober Lane, An Cruiscin Lan i Charlies. Les discoteques més destacades són The Savoy, Fast Eddies, Rafterz, Cubins, Havana Browns, The Qube, Redz, Instinct i Club Classic. Dels bars nocturns destaquen The Old Oak i An Bróg al carrer d'Oliver Plunkett, i The Quad al carrer de Tuckey. Per a l'oci diürn res millor per gaudir d'una autèntica atmosfera irlandesa visitant els nombrosos pubs que hi ha a la ciutat.

## Criminalitat
En un fosc període a principis del 2003, quan deu persones van morir en circumstàncies violentes o sospitoses a la ciutat i el seu entorn, es temia que el comerç de drogues i els atacs de bandes violentes estiguessin fora de control, amb assalts al carrer que no van ser provocats i que van causar indignació popular, i amb assassinats causats per les drogues, sobretot al Dublín Hill i al carrer Barrack.
En qualsevol cas, les estadístiques oficials d'An Garda Síochána dels anys 2001-2005 reflecteixen que la criminalitat a Cork està com en altres àrees urbanes irlandeses i és significativament menor que a l'àrea metropolitana de Dublín.

## Mitjans de comunicació

### Ràdio i televisió
La banda de ràdio FM de la ciutat està abarrotada: a més de RTÉ Radio 1, RTÉ 2fm, Lyric FM, Ràdio na Gaeltachta, Today FM, i Newstalk, hi ha emissores locals com Cork's 96FM, 103FM County Sound, CUH FM, Cork Campus Ràdio i Xarxa FM.
Cork també té nombroses estacions pirata, que van tenir el seu auge en els 80. Encara en perviuen algunes, encara que el recent regulador de comunicacions Comreg n'ha tancat un gran nombre en els últims dos anys.
Cork és la seu de dues estacions de televisió, RTÉ Cork al carrer de Fr. Matthew i la South Coast TV, televisió regional del sud d'Irlanda.
També es troben a Cork la RTÉ Vanbrugh String Quartet, amb excel·lents números musicals, incloent John Spillane, The Frank And Walters, Sultans Of Ping, i Rory Gallagher. Els cantants d'òpera Cara O'Sullivan, Mary Hegarty, Nyle Wolfe, Brendan Collins i Sam McElroy també són de Cork.

### Premsa
Cork és seu d'un dels diaris nacionals més importants d'Irlanda, l'Irish Examiner, situat a Lapp's Quay, al centre de la ciutat, on es va mudar des de la seva posició originària al carrer d'Academy. També s'imprimeix a Cork el famós Evening Echo, que ha estat connectat durant dècades als Tiro Boys, que eren nens sense llar dels anys 1930 i 1940 que estaven empleats a vendre diaris. Avui dia, els crits dels venedors oferint el diari poden sentir-se encara en tota la ciutat. També hi ha diaris locals, però són menys coneguts.

## Economia

### Comerç
El comerç a Cork s'està desenvolupant ràpidament amb els centres comercials que barregen modernitat i art i les botigues locals familiars que venen productes exclusius i sovint fets a mà.
Els grans magatzems són per a totes les butxaques, des de cares boutiques a petites botigues. Els centres comercials estan a tota l'àrea suburbana, a llocs com Blackpool, Ballincollig, Douglas, Wilton i Mahon Point. N'hi ha d'altres al centre de la ciutat, que s'estan desenvolupant per rivalitzar amb els suburbis: The Cornmarket Centre a Cornmarket Street (previst per la tardor del 2007); la proposta d'Academy Street i el pla a Grand Parade per construir el Capitol Cineplex, el primer multicinema d'Irlanda que no està a Dublín. El principal carrer comercial és St. Patrick, i el més car per metre quadrat d'Irlanda després del carrer de Grafton de Dublín. Altres àrees comercials del centre de la ciutat són el carrer d'Oliver Plunkett i Grand Parade.

### Indústria
Cork és el cor de la indústria del sud d'Irlanda. La seva principal indústria és la farmacèutica, amb Pfizer Inc. i la suïssa Novartis, que proveeixen de molts llocs de treball a la regió. El producte més famós de la indústria farmacèutica de Cork és la Viagra.
Cork és també seu europea d'Apple Computer, on es produeixen els seus ordinadors i s'atenen clients de tot Europa. EMC Corporation té empleats 1.600 treballadors en els seus 52.000 metres quadrats, produint els seus serveis tècnics. També és seu de Heineken, Murphy's Irish Stout i Beamish and Crawford, que són a la ciutat des de generacions.
Durant molts anys, la companyia Ford Motor Company va tenir fàbriques a Cork, que produïa automòbils a l'àrea dels molls abans que la planta tanqués. L'avi de Henry Ford era de Cork, i va ser la principal raó per a obrir una fàbrica en aquesta ciutat. Però la tecnologia va substituir l'antic negoci de fabricació en els 70 i 80 i els treballadors es van anar a les altres fàbriques de la ciutat.
La major part de l'èxit econòmic de Cork es deu a la seva localització estratègica a prop d'un port, uns treballadors qualificats (amb estudis universitaris o superiors) i la política del govern d'afavorir les empreses. La profunditat del port de Cork permet l'entrada a vaixells de qualsevol mida, portant comerç i una fàcil importació i exportació de productes. L'aeroport Internacional de Cork també permet un accés fàcil a l'Europa continental i l'estació Kent en el centre de la ciutat garanteix bons enllaços ferroviaris per al comerç regional.
Els suburbis de Cork també tenen un bon nombre de fàbriques, amb bons enllaços per carretera i telecomunicacions modernes, que atreuen tant inversions locals com estrangeres d'Europa, dels Estats Units i del Japó. Recentment, s'han instal·lat al parc de Negocis de l'aeroport de Cork Amazon.com i Motorola.

## Mitjans de transport

### Aeris

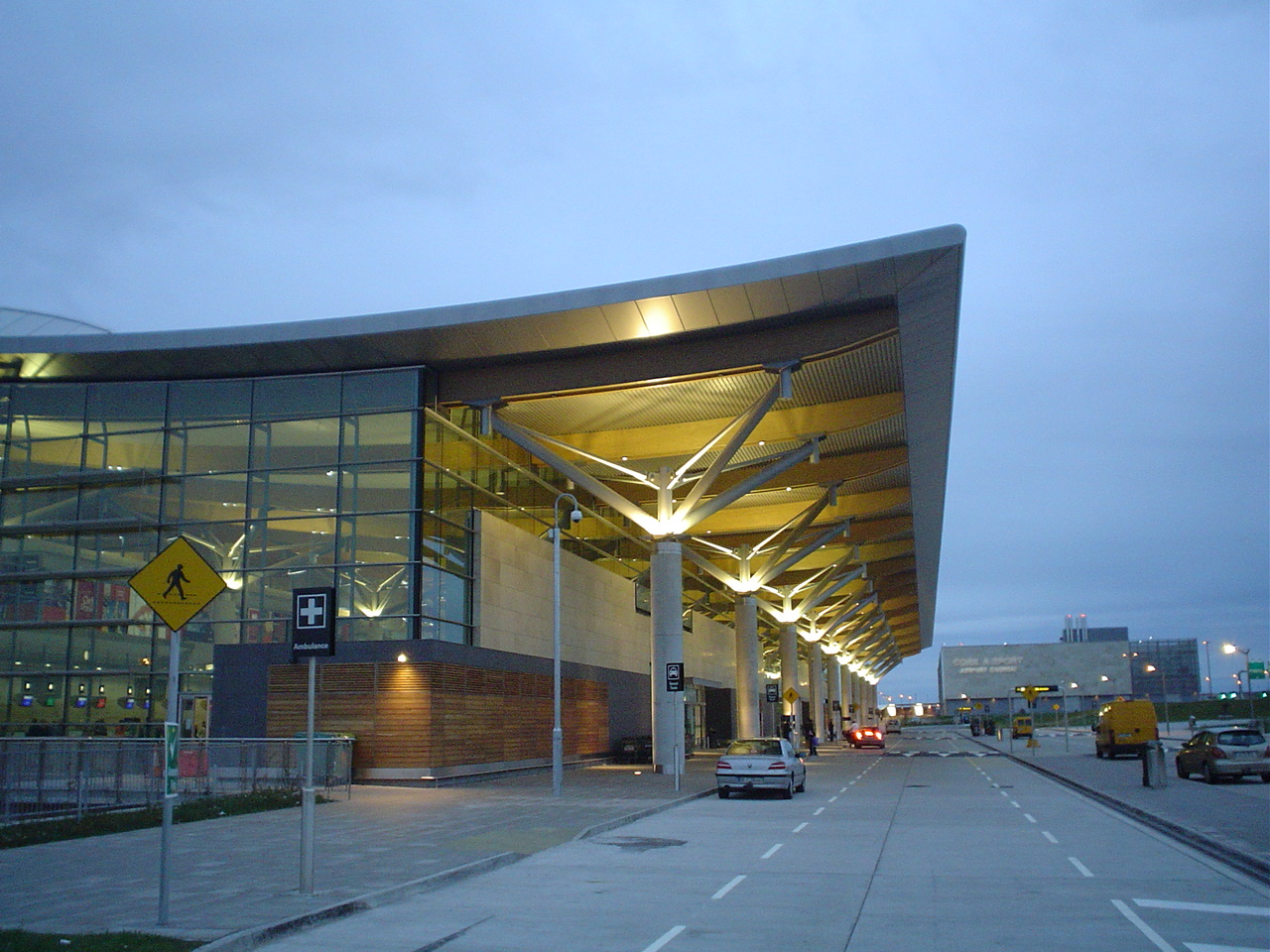
Aeroport internacional de Cork

L'aeroport Internacional de Cork (aeroport de Cork) és un dels més importants d'Irlanda i la porta d'entrada del sud d'Irlanda. Està situat al costat sud de la ciutat, a l'àrea coneguda com a Ballygarvan. Més de 10 aerolínies volen cap a 50 destinacions en una mitjana de 50 vols al dia. L'aeroport continua creixent, amb un total de 2,7 milions de passatgers el 2005, que el converteix en el segon aeroport més concorregut d'Irlanda després del de Dublín. S'ha obert recentment una segona terminal per poder fer-se càrrec dels 3 milions de passatgers anuals i ampliar la capacitat a 5 milions.
L'aeroport juga un rol important en el desenvolupament de la ciutat de Cork, el comtat i altres àrees del voltant i augmenta els serveis a l'Europa continental. Però la política nacional que els vols transatlàntics aterrin a l'aeroport Internacional de Shannon, en addició a la relativament petita grandària de les pistes d'aterratge de l'aeroport de Cork, han dificultat els esforços per desenvolupar vols transatlàntics. La recent controvèrsia respecte a la nova terminal és en primera plana, ja que la seva obertura, l'agost de 2006, ha provocat un deute massiu de 180 milions d'euros.

### Autobús

#### Urbà
El transport públic de la ciutat de Cork és l'operador nacional Bus Éireann. Les línies connecten el centre de la ciutat amb els suburbis, universitats, centres comercials i llocs d'interès. Hi ha també dues línies urbanes, la 1 i la 19, que connecten amb els districtes nord i sud de la ciutat, respectivament.

#### Suburbà
Els autobusos a l'extraradi, com Ballincollig, Glanmire i Carrigaline surten de la terminal d'autobusos de Parnell Place al centre de la ciutat. Els serveis suburbans inclouen un autobús a l'aeroport de Cork (línies 226 i 249). Hi ha també facilitat per al Park and Ride (que promou l'ús del transport urbà enfront dels cotxes privats) en els suburbis del sud, que permet fàcil accés al centre de la ciutat. Això és especialment popular entre els estudiants i els treballadors que van diàriament a Cork no sols de l'extraradi sinó també de les ciutats del voltant.

#### Llarga distància
Els autobusos de llarga distància surten de la terminal de Parnell Place amb destinació a tota Irlanda. Hi ha serveis cada hora a Killarney/Tralee, Waterford i aeroport de Shannon/Limerick/Galway i hi ha sis serveis diaris a Dublín. Hi ha també un servei diari d'Eurolines que connecta Cork amb l'estació d'Autobusos Victoria de Londres via sud de Gal·les i Bristol navegant des de Rosslare.

### Ferry
El Ferry que creua el riu, des de Rushbrooke a Passage West, uneix el R624 amb el R610. Aquest servei és molt útil per a evitar el trànsit de Great Island (Cobh). El Ferryport està situat a Ringaskiddy, 16 km ES via N28. Hi ha enllaços marítims a Roscoff (França) amb Brittany Ferries i a Swansea (Gal·les) amb Swansea Cork Ferries. Hi ha disponible un servei d'autobús des del centre de la ciutat per arribar al Ferryport. Hi ha també plans d'un taxi aquàtic que alliberi els treballadors d'altres ciutats i turistes del trànsit urbà.

### Carreteres
L'àrea és Cork ha vist millorada la infraestructura viària en els últim anys, especialment a les carreteres nacionals primàries. L'autovia del Sud, construïda a principis dels 80, i que uneix la rotonda Kinsale amb el centre de la ciutat, va ser la primera de moltes millores. Poc de temps després, es van inaugurar les primeres seccions de la South Ring Road, una doble autovia. El treball va continuar al llarg de la dècada dels 90 a estendre la South Ring Road amb l'obertura del túnel Jack Lynch sota el riu Lee, cosa que va ser l'ampliació més important. La carretera elevada Kinsale es va inaugurar l'agost del 2006 per evitar els embussos al camí a l'aeroport de Killarney. També van progressar els treballs en els 90 pel que fa a la doble autovia cap a Midleton i la doble autovia de circumval·lació N8 Glanmire. Altres projectes completats són la carretera de circumval·lació N20 Blackpool i els projectes vials de Cork a Mallow N20. La doble autovia de circumval·lació N8 Glanmire a Watergrasshill es va inaugurar el 2002. La doble autovia de circumval·lació N22 Ballincollig, que enllaça amb l'extrem oest de la Southern Ring Road, es va estrenar el 2004. Les millores vials del centre de la ciutat inclouen el projecte per fer de vianants el carrer de Patrick. L'autopista de peatge de circumval·lació M8 Rathcormac a Fermoy (17,5 km) ha estat recentment completada i oberta l'octubre del 2006.

### Ferrocarrils

Ferrocarril suburbà planejat per Cork.

#### La tradició dels trens i tramvies
La ciutat de Cork va ser una de les ciutats amb més vies ferroviàries d'Irlanda, disposant d'un total de 8 estacions en diferents èpoques. La ruta principal, la major part de la qual continua fins ara, és la que porta a Dublín. El túnel Glanmire, que originàriament finalitzava als afores de la ciutat de Blackpool, ara connecta aquesta zona amb l'estació Kent en el centre de la ciutat.
Altres rutes ferroviàries que finalitzen a Cork o el travessen són la Cork Blackrock and Passage Railway, línies cap Macroom i Blarney, així com la Cork Bandon and South Coast Railway, que connecten Bantry, Skibbereen, Clonakilty i moltes altres ciutats a l'est de Cork. Els trens d'aquesta última ruta arriben a Albert Quay, creuant el riu des de l'estació Kent.
Dins de la ciutat, hi ha hagut dues xarxes de tramvies en funcionament. La proposta per desenvolupar un tramvia a cavall (enllaçant amb el terme de la línia ferroviària) va ser feta per un americà, George Francis Train, el 1860. Aquestes idees es van posar en pràctica el 1872 per la Companyia de Tramvia de Cork. En qualsevol cas, la companyia va deixar de funcionar el 1875 després que la Corporació de Cork rebutgés el permís per ampliar la línia.
El desembre del 1898, un tramvia elèctric va començar a operar en les rutes Blackpool-Douglas, Summerhill-Sundays Well i Tivoli-Blackrock. L'amplada de les vies era de 90,2 cm, i estava dissenyat per ser igual que la Muskerry Railway (encara que mai hi va haver trànsit entre les dues).
L'augment de l'ús de cotxes i autobusos el 1929 va conduir a la reducció de passatgers del tramvia, i el 31 març del 1931 va deixar de funcionar. De tota manera, unes setmanes després del tancament, va ser evident que l'Irish Omnibus Company no tenia suficient capacitat per a complir amb la demanda, i el tramvia va començar a funcionar de nou a l'abril. Però va ser només temporal: l'últim tramvia va circular el 30 de setembre del 1931. Alguns noms de rutes encara romanen, com Tramway Terrace a Douglas.

#### Rutes actuals
Nacionals
L'estació Kent és la principal de la ciutat. Des d'allà, es pot arribar a destinacions de tota Irlanda. La línia principal de Cork a Dublín, que és la més transitada del país, té vuit sortides diàries i un gran nombre de connexions. La Irish Rail planeja que augmenti el servei i que hi hagi sortides cada hora el 2006. Els serveis del Direct InterCity estan disponibles per Kerry, amb serveis directes a Killarney i Tralee (dos de diaris), encara que en la majoria dels serveis cal fer transbord a Mallow.
Suburbans
El Cork Suburban Rail també surt de l'estació de Kent i proveeix de connexions freqüents amb la majoria d'àrees del Cork metropolità, amb serveis al nord i a l'est de la ciutat, incloent Little Island, Mallow, Fotâ i Cobh. Aquesta línia ferroviària subministra un transport essencial als treballadors que diàriament s'han de desplaçar des dels afores fins al centre. L'est de la ciutat és també una ruta que connecta diverses illes del port amb el centre. El tren està recomanat per a viatjar a l'illa Fotâ i visitar el parc de flora i fauna, l'arborètum, el club de golf i el Cobh Heritage Centre. Al novembre del 2005, el govern irlandès va anunciar la reobertura de la línia ferroviària entre Glounthaune (en la línia de Cobh) i Midleton, com a part del pla de desenvolupament del país a 10 anys.

## Educació

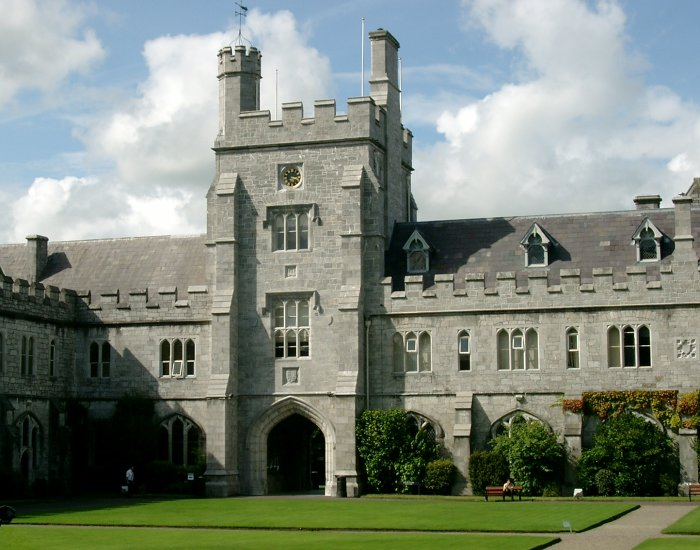
Quadrangle a la UCC, Universitat Irlandesa, 2005-2006

Cork és un centre educatiu important d'Irlanda. La Universitat de Cork (University College Cork, UCC), component de la Universitat Nacional d'Irlanda, ofereix un gran nombre de cursos d'art, comerç, enginyeria, dret, medicina i ciències. La universitat va ser anomenada "Universitat irlandesa de l'any" el 2003-2004 i el 2005-2006 pel Sunday Times. L'Institut de Tecnologia de Cork (Cork Institute of Technology, CIT) ofereix una varietat de cursos de tercer grau en matemàtiques, informàtica, empresarials i enginyeria (mecànica, electrònica, elèctrica i química). La Universitat Marítima Nacional d'Irlanda (National Maritime College of Ireland), també localitzada a Cork, és un dels pocs llocs del país on es poden cursar estudis nàutics. La CIT també inclou l'Escola de Música (Cork School of Music) i l'Institut Crawford d'Art i Disseny (Crawford College of Art and Design). L'Institut de Comerç (Cork College of Commerce) és el major institut de postgraduat d'Irlanda. Hi ha altres instituts de tercer grau, dels quals destaca l'Institut Griffith (Griffith College Cork), que va començar el 1884.
Hi ha també una gran quantitat d'estudiants estrangers, especialment dels països on hi ha les ciutats germanes de Cork. El major nombre d'estudiants estrangers ve de la Xina, particularment de Xangai. Això és a causa dels programes d'intercanvi d'universitats xineses per a estudiants d'aquest país. Altres estrangers venen de Polònia, Índia, Amèrica i Letònia, així com de països de la Unió Europea, com França, Alemanya i el Regne Unit.

## Esports
L'esport és molt important per a la gent de Cork, i el futbol gaèlic, l'hurling i el futbol (futbol europeu) són els més populars.

### Esports gaèlics
Cork és campió en títols d'hurling, i en té 30 enfront dels 29 de Kilkenny (actual campió de tota Irlanda). L'equip de futbol de Cork va ser eliminat a la semifinal del 2006. Hi ha moltes associacions atlètiques gaèliques a la ciutat, i els estadis amb més públic són el Páirc Uí Chaoimh i el Páirc Uí Rinn.

### Futbol
El Club de Futbol de Cork va guanyar la lliga Eircom el 2005 i va arribar a la final de la Carlsberg FAI Cup. Van acabar en 4t lloc a la temporada 2006, eliminatori per a la UEFA Intertoto Cup. Juguen a l'estadi Turners Cross al costat sud de la ciutat, i regularment atreuen el major públic de la lliga.

### Rugbi
El rugbi és també popular a la ciutat, on es juga en diversos nivells, des de l'escolar fins a la lliga sènior. La Cork Constitution (dues vegades campiona de lliga de tota Irlanda) juguen a Ballintemple. Altres clubs de rugbi destacats són Dolphin, Highfield, Sunday's Well i UCC. A nivell escolar, el Christian Brothers College i Presentation Brothers College són dues de les escoles de rugbi més conegudes del país.
El Munster Rugbi juga la meitat dels seus partits de casa de la Celtic League al Musgrave Park a Ballyphehane. En passades Heineken Cup, els partits es van jugar també al Musgrave Park, però ara, per qüestions de capacitat, es juguen al Thomond Park a Limerick. Des del maig del 2006, el campió de la Heineken Cup és el Munster Rugbi, que té molts jugadors naturals de la ciutat i del comtat de Cork.

### Altres esports
Hi ha també clubs de bàsquet (Neptune and UCC Demons), rem (Shandon Boat Club), golf, minigolf, hoquei, tennis i atletisme. La ciutat és també llar de les bitlles de carretera, que es juga en carrers petits adjacents al dels suburbis del nord i del sud-est. El patrimoni marítim de la ciutat i el comtat es manté mitjançant els clubs nàutics, i el Royal Cork Yacht Club a Crosshaven (als afores de la ciutat) és el més antic del món.

## Fills il·lustres
- John O. Sullivan, cantant d'òpera.